# Championnat arabe des clubs champions masculin de handball
La Coupe arabe des clubs champions masculin de handball est une compétition sportive qui réunit les clubs arabes masculins ayant remporté le championnat de leurs pays. Mais des clubs qui ne sont pas champions peuvent parfois aussi participer à la compétition.
Cette manifestation existe depuis 1977, date de sa première édition qui a eu lieu en Alexandrie.
Sa dernière édition en date est la 38e organisée à Qatif en Koweït en 2023 (en), sachant que l'édition de 1982 n'a pas eu lieu mais elle est prise en compte pour le nombre des éditions.

## Palmarès
| Édition | Dates                          | Lieu                                                                                              | Vainqueur                                                                                         | Score                                                                                             | Finaliste                                                                                         | Troisième                                                                                         |
| ------- | ------------------------------ | ------------------------------------------------------------------------------------------------- | ------------------------------------------------------------------------------------------------- | ------------------------------------------------------------------------------------------------- | ------------------------------------------------------------------------------------------------- | ------------------------------------------------------------------------------------------------- |
| 1       | du 20 au 30 janvier 1977       | Alexandrie (Égypte)                                                                               | ES Tunis                                                                                          | 13 – 7                                                                                            | Smouha Sporting Club                                                                              | Forces de Sécurité Club                                                                           |
| 2       | du 17 au 27 septembre 1977     | Tripoli (Libye)                                                                                   | ES Tunis                                                                                          | .. –..                                                                                            | Al-Aouras Club                                                                                    | Al-Qods Club                                                                                      |
| 3       | du 30 juillet au 8 août 1978   | Damas (Syrie)                                                                                     | ES Tunis                                                                                          | .. –..                                                                                            | Al Ittihad Djeddah                                                                                | Forces de Sécurité Club                                                                           |
| 4       | du 26 août au 4 septembre 1979 | Tunis (Tunisie)                                                                                   | ES Tunis                                                                                          | .. –..                                                                                            | Al Ahly Djeddah                                                                                   | Qadsia SC                                                                                         |
| 5       | du 20 au 30 septembre 1980     | Manama (Bahreïn)                                                                                  | Al Ahly Djeddah                                                                                   | .. –..                                                                                            | ES Tunis                                                                                          | Ittihad Tripoli                                                                                   |
| 6       | du 21 au 31 août 1981          | Amman (Jordanie)                                                                                  | Al-Ain Club                                                                                       | .. –..                                                                                            | CS Hammam Lif                                                                                     | Al Ahly Djeddah                                                                                   |
| 7       | 1982                           | Cette édition en Syrie a été annulée à la suite de l'intervention militaire israélienne au Liban. | Cette édition en Syrie a été annulée à la suite de l'intervention militaire israélienne au Liban. | Cette édition en Syrie a été annulée à la suite de l'intervention militaire israélienne au Liban. | Cette édition en Syrie a été annulée à la suite de l'intervention militaire israélienne au Liban. | Cette édition en Syrie a été annulée à la suite de l'intervention militaire israélienne au Liban. |
| 8       | du 17 au 24 novembre 1983      | Alger (Algérie)                                                                                   | MC Oran                                                                                           | 21 – 18                                                                                           | Al-Khaleej Saihat                                                                                 | Al-Jamahir Club                                                                                   |
| 9       | du 15 au 24 septembre 1984     | Dammam (Arabie saoudite)                                                                          | MC Oran                                                                                           | 15 – 13                                                                                           | Al-Khaleej Saihat                                                                                 | Qadsia SC                                                                                         |
| 10      | 17–25 septembre 1985           | Damas (Syrie)                                                                                     | Nadit Alger                                                                                       | 28 – 22                                                                                           | Al-Khaleej Saihat                                                                                 | MC Oran                                                                                           |
| 11      | 19–26 juillet 1986             | Rabat (Maroc)                                                                                     | Club Africain                                                                                     | 21 – 18                                                                                           | Al-Ahly Le Caire                                                                                  | Al Ahly Djeddah                                                                                   |
| 12      | 14–22 septembre 1988           | Tunis (Tunisie)                                                                                   | MC Oran                                                                                           | 20 – 19                                                                                           | Arrachid Club                                                                                     | Club Africain                                                                                     |
| 13      | 9 –15 septembre 1989           | Rabat (Maroc)                                                                                     | MC Alger                                                                                          | 25 – 24                                                                                           | Al-Salmiya SC                                                                                     | Arrachid Club                                                                                     |
| -       | 1990                           | Non disputée ?.                                                                                   | Non disputée ?.                                                                                   | Non disputée ?.                                                                                   | Non disputée ?.                                                                                   | Non disputée ?.                                                                                   |
| 14      | 3–10 octobre 1991              | Mahdia (Tunisie)                                                                                  | MC Alger                                                                                          | TTR                                                                                               | Al Wahda Club                                                                                     | El Makarem de Mahdia                                                                              |
| -       | 1992                           | Non disputée ?.                                                                                   | Non disputée ?.                                                                                   | Non disputée ?.                                                                                   | Non disputée ?.                                                                                   | Non disputée ?.                                                                                   |
| 15      | 24 avril–2 mai 1993            | Marrakech (Maroc)                                                                                 | Al-Ahly Le Caire                                                                                  | TTR                                                                                               | MC Alger                                                                                          | Kawkab de Marrakech                                                                               |
| 16      | 17-24 avril 1994               | Deraa (Syrie)                                                                                     | Al-Ahly Le Caire                                                                                  | TTR                                                                                               | MC Oran                                                                                           | Al-Choula Club                                                                                    |
| 17      | 1995                           | Le Caire (Égypte)                                                                                 | Al-Ahly Le Caire                                                                                  | .. –..                                                                                            | Al-Khaleej Saihat                                                                                 | Wydad AC                                                                                          |
| 18      | 13 au 20 avril 1996            | Amman (Jordanie)                                                                                  | An-Noor Club                                                                                      | TTR                                                                                               | Al Ahli SC                                                                                        | Al-Salmiya SC                                                                                     |
| 19      | 26 septembre au 7 octobre 1997 | Dubaï (Émirats arabes unis)                                                                       | SC Alexandrie                                                                                     | .. –..                                                                                            | Zamalek SC                                                                                        | Al Ahly Doha                                                                                      |
| 20      | 1998                           | Amman (Jordanie)                                                                                  | Al-Ahly Le Caire                                                                                  | .. –..                                                                                            | Al Ahly Djeddah                                                                                   | Wydad AC                                                                                          |
| 21      | 1999                           | Amman (Jordanie)                                                                                  | Zamalek Club                                                                                      | 24 – 22                                                                                           | Al-Ahly Le Caire                                                                                  | Al-Rayyan SC                                                                                      |
| 22      | 2000                           | Sharjah (Émirats arabes unis)                                                                     | Al-Rayyan SC                                                                                      | .. –..                                                                                            | Zamalek Club                                                                                      | non attribué                                                                                      |
| 23      | 2001                           | Casablanca (Maroc)                                                                                | ES Sahel                                                                                          | .. –..                                                                                            | ES Tunis                                                                                          | MC Alger                                                                                          |
| 24      | 2002                           | Damas (Syrie)                                                                                     | Al-Khaleej Saihat                                                                                 | .. –..                                                                                            | Al Jaish Damas                                                                                    | Al Shoôla Club                                                                                    |
| 25      | 2004                           | Sousse (Tunisie)                                                                                  | ES Sahel                                                                                          | .. –..                                                                                            | WA Rouiba                                                                                         | US Biskra                                                                                         |
| 26      | 2005                           | Casablanca (Maroc)                                                                                | Al Ahly Djeddah                                                                                   | 32 – 27                                                                                           | Rabita de Casablanca                                                                              | US Biskra                                                                                         |
| 27      | 2007                           | Dammam (Arabie saoudite)                                                                          | Al Khaleej Saihat                                                                                 | 33 – 30                                                                                           | JSE Skikda                                                                                        | Qadsia SC                                                                                         |
| 28      | 2010                           | Le Caire (Égypte)                                                                                 | Al-Ahly Le Caire                                                                                  | .. –..                                                                                            | Al Olympi                                                                                         | Al Wahda Club                                                                                     |
| 29 (en) | du 2 au 12 octobre 2012        | Berkane (Maroc)                                                                                   | Club africain                                                                                     | 33 – 28                                                                                           | Koweït SC                                                                                         | Al-Ahly Le Caire                                                                                  |
| 30      | 2013                           | Dammam (Arabie saoudite)                                                                          | An-Noor Club                                                                                      | 22 – 21                                                                                           | Nadi Madhar                                                                                       | Al Kiada                                                                                          |
| 31      | 2014                           | Mahdia (Tunisie)                                                                                  | Al-Ahli Club (Manama)                                                                             | 25 – 23                                                                                           | El Makarem de Mahdia                                                                              | Aigle sportif de Téboulba                                                                         |
| 32      | 2015                           | Sousse (Tunisie)                                                                                  | ES Sahel                                                                                          | 25 – 20                                                                                           | Al Ahly Djeddah                                                                                   | El Makarem de Mahdia                                                                              |
| 33      | 2017                           | Oujda (Maroc)                                                                                     | CS Sakiet Ezzit                                                                                   | 38 – 37                                                                                           | Al Arabi Club                                                                                     | Al Safa HC                                                                                        |
| 34      | 2018                           | Sfax (Tunisie)                                                                                    | ES Tunis                                                                                          | 26 – 20                                                                                           | CS Sakiet Ezzit                                                                                   | Al Arabi Club                                                                                     |
| 35      | 2019                           | Amman (Jordanie)                                                                                  | Al-Gharafa SC                                                                                     | 36 – 32                                                                                           | GS Pétroliers                                                                                     | Al Wehda Club                                                                                     |
| 36      | 2021                           | Hammamet (Tunisie)                                                                                | ES Tunis                                                                                          | 26 – 24                                                                                           | AS Hammamet                                                                                       | Al-Wakrah SC                                                                                      |
| 37 (en) | du 17 au 27 septembre 2022     | Hammamet (Tunisie)                                                                                | ES Tunis                                                                                          | 29 – 28                                                                                           | Zamalek SC                                                                                        | Koweït SC                                                                                         |
| 38 (en) | du 16 au 27 août 2023          | Qatif (Koweït)                                                                                    | Koweït SC                                                                                         | 31 – 30                                                                                           | Zamalek SC                                                                                        | National Bank                                                                                     |

## Bilans

### Par clubs
| Rang | Club                   | Champion | Deuxième | Troisième | Total |
| ---- | ---------------------- | -------- | -------- | --------- | ----- |
| 1    | ES Tunis               | 7        | 2        | 0         | 9     |
| 2    | Al-Ahly SC             | 5        | 2        | 1         | 8     |
| 3    | MC Oran                | 3        | 1        | 1         | 5     |
| 4    | ES Sahel               | 3        | 0        | 0         | 3     |
| 5    | Al-Khaleej Club        | 2        | 4        | 0         | 6     |
| 6    | Al-Ahli SC             | 2        | 3        | 2         | 7     |
| 7    | MC Alger/GS Pétroliers | 2        | 2        | 1         | 5     |
| 8    | Club africain          | 2        | 0        | 1         | 3     |
| 9    | Al-Noor Club           | 2        | 0        | 0         | 2     |
| 10   | Zamalek SC             | 1        | 4        | 0         | 5     |
| 11   | Koweït SC              | 1        | 1        | 1         | 3     |
| 12   | CS Sakiet Ezzit        | 1        | 1        | 0         | 2     |
| 13   | Al-Rayyan SC           | 1        | 0        | 1         | 2     |
| 14   | Al-Ahli Club           | 1        | 0        | 0         | 1     |
| -    | Nadit Alger            | 1        | 0        | 0         | 1     |
| -    | SC Alexandrie          | 1        | 0        | 0         | 1     |
| -    | Al Ain Club            | 1        | 0        | 0         | 1     |
| -    | Al-Gharafa SC          | 1        | 0        | 0         | 1     |

- GS Pétroliers : ex. MP Alger et MC Alger

### Par pays
| Rang | Pays                | Titres | Clubs                                                              |
| ---- | ------------------- | ------ | ------------------------------------------------------------------ |
| 1    | Tunisie             | 13     | ES Tunis (7), ES Sahel (3), Club Africain (2), CS Sakiet Ezzit (1) |
| 2    | Égypte              | 7      | Al-Ahly Le Caire (5), Zamalek Club (1), SC Alexandrie (1)          |
| 3    | Arabie saoudite     | 6      | Al Ahly Djeddah (2), Al-Khaleej Saihat (2), Al-Noor Club (2)       |
| 3    | Algérie             | 6      | MC Oran (3), GS Pétroliers (2), Nadit Alger (1)                    |
| 5    | Qatar               | 2      | Al-Rayyan SC (1), Al-Gharafa SC (1)                                |
| 6    | Bahreïn             | 1      | Al-Ahli Manama (1)                                                 |
| 6    | Émirats arabes unis | 1      | Al-Ain Club (1)                                                    |
| 6    | Koweït              | 1      | Koweït SC (1)                                                      |

## Résultats détaillés

### Édition 1983
La 8e édition du championnat arabe des clubs champions s'est déroulée du 17 au 24 novembre 1983 à la Salle Harcha Hassen d'Alger en Algérie avec la participation de 10 clubs.
Groupe 1
|   | Équipe            | Pts | J | G | N | P | Bp  | Bc  | Diff |
| - | ----------------- | --- | - | - | - | - | --- | --- | ---- |
| 1 | Al Khaleej Saihat | 8   | 4 | 4 | 0 | 0 | 123 | 87  | 36   |
| 2 | Al Wihda          | 6   | 4 | 3 | 0 | 1 | 97  | 88  | 9    |
| 3 | El Djeich         | 4   | 4 | 2 | 0 | 2 | 101 | 79  | 22   |
| 4 | Gaza              | 2   | 4 | 1 | 0 | 3 | 88  | 113 | -25  |
| 5 | Al-Aïn Club       | 0   | 4 | 0 | 0 | 4 | 80  | 122 | -42  |

- 1re journée, vendredi 18 novembre : El Djeich bat Al-Aïn Club 31-15 et Al Khaleej Saihat bat Gaza 38-27
- 2e journée, samedi 19 novembre : Al Khaleej Saihat bat Al-Aïn Club 28-15 et Al Wihda bat Gaza 24-16
- 3e journée, dimanche 20 novembre : Al Khaleej Saihat bat El Djeich 29-25 et Al Wihda bat Al-Aïn Club 34-27
- 4e journée, lundi 21 novembre : Gaza bat Al-Aïn Club 29-23 et Al Wihda bat El Djeich 19-17
- 5e journée, mardi 22 novembre : El Djeich bat Gaza 28-16 et Al Khaleej Saihat bat Al Wihda 28-20

Groupe 2
|   | Équipe          | Pts | J | G | N | P | Bp  | Bc  | Diff |
| - | --------------- | --- | - | - | - | - | --- | --- | ---- |
| 1 | MP Oran         | 8   | 4 | 4 | 0 | 0 | 104 | 65  | 39   |
| 2 | Al-Jamahir Club | 5   | 4 | 2 | 1 | 1 | 113 | 97  | 16   |
| 3 | Barid Marrakech | 4   | 4 | 2 | 0 | 2 | 91  | 89  | 2    |
| 4 | Khitan          | 3   | 4 | 1 | 1 | 2 | 89  | 80  | 9    |
| 5 | Al-Ittihad      | 0   | 4 | 0 | 0 | 4 | 65  | 131 | -66  |

- 1re journée, jeudi 17 et vendredi 18 novembre : MP Oran bat Al-Ittihad 31-12 et Barid Marrakech bat Khitan 21-20
- 2e journée, samedi 19 novembre : MP Oran bat Al-Jamahir Club 30-19 et Khitan bat Al-Ittihad 29-16
- 3e journée, dimanche 20 novembre : MP Oran bat Barid Marrakech 24-18 et Al-Jamahir Club bat Al-Ittihad 42-20
- 4e journée, lundi 21 novembre : MP Oran bat Khitan 19-16 et Al-Jamahir Club bat Barid Marrakech 28-23
- 5e journée, mardi 22 novembre : Barid Marrakech bat Al-Ittihad 29-17 et Khitan et Al-Jamahir Club 24-24

Phase finale
- Demi-finales, mercredi 23 novembre 1983 : 
  - MP Oran bat El Wahda 20-11
  - Al Khaleej Saihat bat Al-Jamahir Club 34-32ap (30-30 à la fin du temps réglementaire)
- Finale, jeudi 24 novembre 1983 :
  - MP Oran bat Al Khaleej Saihat 21-18
- Match pour la 3e place, jeudi 24 novembre 1983 :
  - Al-Jamahir Club bat El Wahda 31-27ap

Effectifs
L'effectif du MP Oran champion arabe des clubs 1983 était : Boussebt - Mehrouz - Benmeghsoula - Mekhloufi - Moumène - Mustapha Doballah - Djamel Doballah - Bensenouci - Houd - Bessedjrari - Abdelkrim Bendjemil - Harrat - Boutchiche - Belhocine - Bensmail - Berremdhan. Entraineur : Mekki Djillali.
Récompenses
- meilleur gardien du tournoi : Samir Al Saradj (Al-Jamahir Club).
- meilleur entraineur : Farouk Ben Belkacem (Al Khaleej Saihat)
- coupe du fair-play : Barid Marrakech.
- coupe d'encouragement pour leur participation, malgré les difficultés : Gaza (Palestine).

Sources
- presse écrite algérienne (El Moudjahid et El Djemhouria) de la mi-novembre 1983.
- Al Watan Al Riyadi n°60 du mois de janvier 1984 pages 17 et 18.

Remarque : tous les matches du mporan été retransmis en direct sur la chaine unique de la télévision algerienne, la RTA.

### Édition 1984
La 9e édition du championnat arabe des clubs champions s'est déroulée du 15 au 23 septembre 1984 à Dammam en Arabie saoudite avec la participation de 13 clubs.
Phase de groupes
Le groupe A était composé de 7 clubs : MP Oran T (Algérie), Nadit Alger (Algérie), El Djeich (Irak), al Al Ahly (Bahreïn), Gaza (Palestine), El Sijana (Soudan) et Al Dhahia (Liban). Parmi les résultats, on trouve :
- MP Oran bat El Djeich 20-17
- MP Oran bat Gaza 41-18
- MP Oran bat Al Dhahia 36-12
- MP Oran bat Al Ahly 26-19
- MP Oran bat El Sijana 43-16
- MP Oran bat Nadit Alger 26-20
- El Djeich (Irak) bat Nadit Alger 21-19
- El Djeich (Irak) bat Al Ahly (Bahreïn) par un but d'écart.

Au classement, le MP Oran (Algérie) devance El Djeich (Irak).
Le groupe B était composé de 6 clubs : Al Khaleej Saihat (Arabie saoudite, club organisateur), Qadsia SC (Koweït), Al-Jamahir Club (Syrie), Al Wasl (EAU), Al-Ittihad (Libye), Al Arabi (Jordanie).
Parmi les résultats, Qadsia SC bat Al-Jamahir Club 22-20 et au classement, Al Khaleej Saihat (Arabie saoudite) devance Al-Jamahir Club (Syrie).
Phase finale
Il n'y a pas de demi-finales, le premier de chaque groupe dispute la finale et le second de chaque poule joue le match pour la 3e place ;
- Match pour la 3e place : Qadsia SC bat El Djeich (Irak) 29-26 (mi-temps : 14-12).
- Finale : MP Oran bat Al Khaleej Saihat (Arabie saoudite) 15-13 (mi-temps 5-5).

Effectifs des clubs algériens
- MP Oran : Besbes, Beremdane, Bensenouci, Bendjemil, Houd, Moumène (2), Boutchiche, Bensemain, Douballa, Moumène (1), Harrat, Mekhloufi.
- Nadit Alger : Abdellatif Bakir (GB), Messaoud Harbid (GB), Berhouni, Bacha, Abdelhak Bouhalissa, Djaffar Belhocine, Djaafar Bourouila, Djaafar Benhamza, Lahbib Khraifia, Ramy, Lehdjel, Yassine Ouchia, Hantaili, Boudjellal, Chekrabi, Sid Ahmed Ledraa, Sekssaoui, Mansouri. Entraineurs : Fayçal Hachemi et Mebrouki.

Récompenses
- meilleur joueur : Habib Sayed habib (Al Khaleej Saihat)
- meilleur gardien de but : Abdellatif Bakir (Nadit Alger)
- meilleur entraineur du tournoi : Farouk Ben Belkacem (Al Khaleej Saihat).

Sources
- Revue Libanaise Al Watan Al Riyadi, n°69 du mois d'octobre 1984, pages 46 et 47
- Hamid Grine, L'almanach du sport algérien, ANEP Editions, 1990, 589 p. (présentation en ligne), p. 322.

### Édition 1985
La 10e édition du championnat arabe des clubs champions s'est déroulée du 17 au 25 septembre 1985 à Damas en Syrie. Les clubs libanais du Al-Dhahiya et marocain du Barid Marrakech ont déclaré forfait.
Au premier tour, le classement et les résultats du Groupe A sont :
| \| \| Équipe \| Pts \| J \| G \| N \| P \| Bp \| Bc \| Diff \| \| - \| -------------------- \| --- \| - \| - \| - \| - \| -- \| -- \| ---- \| \| 1 \| Al-Ahli \| 6 \| 3 \| 3 \| 0 \| 0 \| 75 \| 69 \| 6 \| \| 2 \| MP Oran \| 2 \| 3 \| 1 \| 0 \| 2 \| 60 \| 61 \| -1 \| \| 3 \| El Arabi (Palestine) \| 2 \| 3 \| 1 \| 0 \| 2 \| 72 \| 74 \| -2 \| \| 4 \| El Arabi (Jordanie) \| 2 \| 3 \| 1 \| 0 \| 2 \| 76 \| 79 \| -3 \| | - El Arabi (Jordanie) bat MP Oran (Algérie) 26 à 23 - Al-Ahli (Libye) bat El Arabi (Palestine) 29 à 27 - Al-Ahli (Libye) bat MP Oran (Algérie) 17 à 16 - El Arabi (Palestine) bat El Arabi (Jordanie) 27 à 24 - Al-Ahli (Libye) bat El Arabi (Jordanie) 29 à 26 - MP Oran (Algérie) bat El Arabi (Palestine) 21 à 18 |     |   |   |   |   |    |    |      |
| | Équipe | Pts | J | G | N | P | Bp | Bc | Diff |
| 1 | Al-Ahli | 6   | 3 | 3 | 0 | 0 | 75 | 69 | 6    |
| 2 | MP Oran | 2   | 3 | 1 | 0 | 2 | 60 | 61 | -1   |
| 3 | El Arabi (Palestine) | 2   | 3 | 1 | 0 | 2 | 72 | 74 | -2   |
| 4 | El Arabi (Jordanie) | 2   | 3 | 1 | 0 | 2 | 76 | 79 | -3   |

Au premier tour, le classement et les résultats du Groupe B sont :
| \| \| Équipe \| Pts \| J \| G \| N \| P \| Bp \| Bc \| Diff \| \| - \| ----------------- \| --- \| - \| - \| - \| - \| -- \| -- \| ---- \| \| 1 \| Nadit Alger \| 5 \| 3 \| 2 \| 1 \| 0 \| 75 \| 69 \| 6 \| \| 2 \| Al Khaleej Saihat \| 5 \| 3 \| 2 \| 1 \| 0 \| 64 \| 59 \| 5 \| \| 3 \| Al-Jamahir Homat \| 2 \| 3 \| 1 \| 0 \| 2 \| 71 \| 73 \| -2 \| \| 4 \| El Wasl \| 0 \| 3 \| 0 \| 0 \| 3 \| 73 \| 82 \| -9 \| | - Al-Jamahir Homat (Syrie) bat El Wasl (EAU) 26-22 (match d'ouverture) - Nadit Alger (Algérie) bat Al-Jamahir Homat (Syrie) 23-21 - Nadit Alger (Algérie) et Al Khaleej Saihat (Ar. saoudite) 24-24 - Al Khaleej Saihat (Ar. saoudite) bat El Wasl (EAU) 23-18 - Nadit Alger (Algérie) bat El Wasl (EAU) 34 à 13 - Al Khaleej Saihat (Ar. saoudite) bat Al-Jamahir Homat (Syrie) 24 à 22. |     |   |   |   |   |    |    |      |
| | Équipe | Pts | J | G | N | P | Bp | Bc | Diff |
| 1 | Nadit Alger | 5   | 3 | 2 | 1 | 0 | 75 | 69 | 6    |
| 2 | Al Khaleej Saihat | 5   | 3 | 2 | 1 | 0 | 64 | 59 | 5    |
| 3 | Al-Jamahir Homat | 2   | 3 | 1 | 0 | 2 | 71 | 73 | -2   |
| 4 | El Wasl | 0   | 3 | 0 | 0 | 3 | 73 | 82 | -9   |

Lors de la phase finale, les résultats sont :
|  | Demi-finales      | Demi-finales      |                        |    | Finale | Finale |
|  | Demi-finales      | Demi-finales      |                        |    | Finale | Finale |
|  |                   |                   |                        |    |        |        |
|  |                   |                   |                        |    |        |        |
|  |                   |                   |                        |    |        |        |
|  | Nadit Alger       | 25                |                        |    |        |        |
|  | Nadit Alger       | 25                |                        |    |        |        |
|  | MP Oran           | 22                |                        |    |        |        |
|  | MP Oran           | 22                | Nadit Alger            | 28 |        |        |
|  |                   |                   | Nadit Alger            | 28 |        |        |
|  |                   | Al Khaleej Saihat | 22                     |    |        |        |
|  | Al-Ahli           | Al Khaleej Saihat | 22                     | 19 |        |        |
|  | Al-Ahli           |                   |                        | 19 |        |        |
|  | Al Khaleej Saihat | 22                |                        |    |        |        |
|  | Al Khaleej Saihat | 22                | Match pour la 3e place |    |        |        |
|  |                   |                   |                        |    |        |        |
|  |                   |                   |                        |    |        |        |
|  |                   |                   |                        |    |        |        |
|  | MP Oran           | 31                |                        |    |        |        |
|  | MP Oran           | 31                |                        |    |        |        |
|  | Al-Ahli           | 13                |                        |    |        |        |
|  | Al-Ahli           | 13                |                        |    |        |        |

Parmi les effectifs, ceux des clubs algériens sont :
- Nadit Alger : Bakir (GB), Harbid, Hamiche, Ledraa, Bouhalissa, Belhocine, Bourouila, Ramy, Khraifia, Lehdjel, Benhamza, Chennoufi, Chekrani, Sekssaoui, Mansouri, Ouchia.
- MP Oran : Amrouche, Lémam, Bessedjrari, Bendjemil, Houd, Doballah, Azeddine Harrat, Bensenouci, Mouméne, Boutchiche, Bouannani, Harrat II. Entraineur : Mekki Djillali.

Concernant les récompenses du tournoi : 
- meilleur joueur : Mohamed Al Abbs (Al Khaleej Saihat)
- meilleur gardien de but : Abdellatif Bakir (Nadit Alger)
- meilleur entraineur : Mohamed Torki (Al-Ahli)

Source : Revue Libanaise Al Watan Al Riyadi, 7é année, N°82 du mois de novembre 1985, pages 18 et 19.

### Édition 1986
La 11e édition du championnat arabe des clubs champions s'est déroulée du 19 au 26 juillet 1986 à Rabat au Maroc.
Parmi les résultats, on trouve :
- Groupe B : MC Ouadjda  bat Club africain  16 à 15
- Match pour la 3e place : Al-Ahli SC  bat MC Ouadjda  27 à 14
- Finale à la salle Ibn Yassine devant 2500 spectateurs : Club africain  bat Al Ahly SC  21 à 18.

Sources
- El Mountakheb du samedi 2 aout 1986

### Édition 1988
La 12e édition du championnat arabe des clubs champions s'est déroulée du mercredi 14 au jeudi 22 septembre 1988 à Tunis en Tunisie, au palais des expositions et au Palais des sports d'El Menzah.
Phase de groupe
Le groupe A est composé de : Club africain , Al-Ahli SC , Al-Salibikhaet , Al-Rayyan SC  et Ahly . Parmi les résultats, on trouve :
- Mercredi 14 septembre 1988
  - match d'ouverture : Club africain  bat l'Al-Salibikhaet  29-24 (mi-temps 13-11).
  - Al-Rayyan SC  bat Ahly  par forfait (absence des Libyens).
- Samedi 17 septembre 1988 : Club africain  bat Al-Ahli SC  26-23

Le groupe B est composé de : MC Oran , Port-Saïd HB , Ahly , Arrachid Club  et Nadi Ghaza . A noter le forfait du Al-Arabi . Parmi les résultats, on trouve :
- mercredi 14 septembre 1988 : 
  - Arrachid Club  bat MC Oran  25-19 (mi-temps 8-10)
  - Ahly  bat Nadi Ghaza  25-16.
- date inconnue : MC Oran  bat Nadi Ghaza  19-17
- Samedi 17 septembre 1988 : 
  - MC Oran  bat Port-Saïd HB  19-17
  - Arrachid Club  bat Ahly  27-19
- Lundi 19 septembre 1988 : MC Oran  bat Ahly  31-21

Phase finale
En demi-finales, le MC Oran  bat après prolongation le Club africain  24 à 19 (17-17 à la fin du temps réglementaire) et le Arrachid Club  s'impose face à l'Al-Ahli SC  (score inconnu).
Dans le match pour la 3e place, le Club africain bat après deux prolongations l'Al-Ahli SC 36 à 35 (31-31 à la fin de la première prolongation, 27-27 à la fin du temps réglementaire)
En finale, le MC Oran s'impose face à l'Arrachid Club  20-19 (mi-temps 13-9) grâce à un but victorieux de Bousseta marqué 4 secondes avant le sifflet final de la rencontre. La composition des équipes et les statistiques des joueurs sont : 
- MC Oran  : Amrouche (GB), Bendjemil (1 but), Houd (2), Bensedjrari (5), Boutchiche (2), Bensenouci (3), Bouanani (3), Moumène (2), Boussetta (1). Entraineur : Fethi Berroual.
- Arrachid Club  : Fadhel Wissam (GB), Yassine Kouteiba (4 buts), Abdelkarim Hedi Karam (2), Hamid Waitham (3), Slimani Sliman Daoud (1), Jamel Aboud, Samir Mahmoued (1), Ibrahim Riadh Tarek (5), Chahaiet Tahar (1), Abdelhalim Hatem (1).

A noter qu'avec 30 buts marqués, Bensedjrari du MP Oran est le troisième meilleur buteurs de la compétition.
Sources
- El Mountakheb numéro 144 du samedi 17 septembre 1988, page 7 : résultats de la 1re journée.
- El Djemhouria numéro 7276 du mercredi 14 septembre 1988 page 10, numéro 7280 du lundi 19 septembre 1988 page 11, numéro 7284 du samedi 24 septembre 1988 page 12 et numéro 7288 du mercredi 28 septembre 1988 page 9.
- El Moudjahid du samedi 24 septembre 1988 page 13 dans le supplément sport.

### Édition 1989
La 13e édition du championnat arabe des clubs champions s'est déroulée du 9 au 15 septembre 1989 à Rabat au Maroc.
Parmi les résultats, on trouve :
- groupe A : 
  - MC Alger  bat Rabita de Casablanca  24-12
  - MC Alger  bat Chabab Mousseleh  29-15
  - MC Alger  bat ES Sahel  23-16
- demi-finales
  - MC Alger  bat Arrachid Club  20-16
  - Al-Salmiya SC  bat ??
- finale
  - MC Alger  bat Al-Salmiya SC  25-24

Source
- Hamid Grine, L'almanach du sport algérien, ANEP Editions, 1990, 589 p. (présentation en ligne), p. 323.

### Édition 1991
La 14e édition du championnat arabe des clubs champions s'est déroulée du 3 au 10 octobre 1991 à Mahdia en Tunisie avec six équipes.
Résultats
- 1re journée, jeudi 3 et vendredi 4 octobre 1991 :
  -  El Makarem de Mahdia bat  Barid Marrakech 26-18
  -  Al Wahda Club bat  Al Ahly Benghazi 36-20
  -  MC Alger bat  Al Chabab 29-17
- 2e journée, samedi 5 octobre 1991 :
  -  Al Chabab battu par  Barid Marrakech 20-21
  -  Al Wahda Club bat  El Makarem de Mahdia 24-21
  -  MC Alger bat  Al Ahly Benghazi 46-13
- 3e journée, lundi 7 octobre 1991 :
  -  Al Chabab battu par  Al Wahda Club 14-23
  -  MC Alger bat  Barid Marrakech 26-14
  -  El Makarem de Mahdia bat  Al Ahly Benghazi 65[Information douteuse]-14
- 4e journée, mardi 8 octobre 1991 : 
  -  Barid Marrakech battu par  Al Wahda Club 12-14
  -  Al Ahly Benghazi battu par  Al Chabab 29-37
  - le match Mahdia - MC Alger a été reporté au vendredi 10 octobre 1991
- 5e journée, mercredi 9 octobre 1991 :
  -  El Makarem de Mahdia bat  Al Chabab 33-18
  -  MC Alger bat  Al Wahda Club 25-20
  -  Barid Marrakech bat  Al Ahly Benghazi 30-22
- Ultime rencontre, vendredi 10 octobre 1991 :
  -  El Makarem de Mahdia et  MC Alger 20 -20

Le classement final est :
|   | Équipe               | Pts | J | G | N | P | Bp  | Bc  | Diff |
| - | -------------------- | --- | - | - | - | - | --- | --- | ---- |
| 1 | MC Alger             | 9   | 5 | 4 | 1 | 0 | 146 | 84  | 62   |
| 2 | Al Wahda Club        | 8   | 5 | 4 | 0 | 1 | 117 | 92  | 25   |
| 3 | El Makarem de Mahdia | 7   | 5 | 3 | 1 | 1 | 165 | 94  | 71   |
| 4 | Barid Marrakech      | 4   | 5 | 2 | 0 | 3 | 95  | 108 | -13  |
| 5 | Al Chabab            | 2   | 5 | 1 | 0 | 4 | 106 | 135 | -29  |
| 6 | Al Ahly Benghazi     | 0   | 5 | 0 | 0 | 5 | 98  | 214 | -116 |

Sources :
- journaux algériens du mois d'octobre 1991.

### Édition 1993
La 15e édition du championnat arabe des clubs champions s'est déroulée du 24 avril au 2 mai 1993 à Marrakech au Maroc.
Résultats
- 1re journée, samedi 24 et dimanche 25 avril 1993 :
  -  Kawkab de Marrakech bat  Nadi Echarika 26 à 20
  -  Al-Ahly Le Caire bat  MC Alger 27 à 24
  -  Al-Ahli SC (Djeddah) et  Kazma SC 22-22
- 2e journée, mardi 27 avril 1993
  -  Kazma SC bat  Nadi Echarika 30 à 24
  -  MC Alger bat  Al-Ahli SC (Djeddah) 23 à 20
  -  Al-Ahly Le Caire bat  Kawkab de Marrakech 25 à 23.
- 3e journée, jeudi 29 avril 1993
  -  MC Alger bat  Nadi Echarika ?-?
  -  Al-Ahly Le Caire bat  Al-Ahli SC (Djeddah) ?-?
  -  Kazma SC bat  Kawkab de Marrakech ?-?
- 4e journée, samedi 1er mai 1993 :
  -  MC Alger bat  Kazma SC 33 à 19
  -  Al-Ahly Le Caire bat  Nadi Echarika 30 à 17
  -  Kawkab de Marrakech bat  Al-Ahli SC (Djeddah) 26 à 23
- 5e et derniére journée, dimanche 2 mai 1993 :
  -  Kawkab de Marrakech bat  MC Alger 20 à 19
  -  Al-Ahly Le Caire bat  Kazma SC 31 à 26
  -  Al-Ahli SC (Djeddah) bat  Nadi Echarika 29 à 26

Bilan
Le club égyptien d'Al-Ahly Le Caire est vainqueur de la compétition avec 10 points (5 victoires) devant le club algérien du Mouloudia Club d'Alger et le club marocain du Kawkab de Marrakech, tous les deux à 6 points (3 victoires et 2 défaites). Le Kazma SC se classe 4e avec 5 points, l'Al-Ahli SC (Djeddah) 5e avec 3 points et le Nadi Echarika 6e avec aucun point.
Sources
- (ar) El Massa (quotidien algérien) du samedi 1er mai 1993, page 15 ;
- (ar) El Khabar du lundi 3 mai 1993, page 19 ;
- (ar) El Djoumhouria n°9504 du mercredi 5 mai 1993, page 12.

### Édition 1994
La 16e édition du championnat arabe des clubs champions s'est déroulée du 17 au 24 avril 1994 à Damas en Syrie.
Sept clubs arabes participent à la compétition qui a été jouée sous forme de mini championnat en aller simple.
Parmi les résultats, ceux du MC Oran sont :
- 1re journée, 17 avril 1994 : MC Oran bat Al-Arabi (Koweït) 26 à 16.
- 2e journée, 18 avril 1994 : Al-Ahly Le Caire bat MC Oran  23 à 12.
- 3e journée, 20 avril 1994 : MC Oran bat Al-Arabi (Palestine) 25 à 11.
- 4e journée, 21 avril 1994 : MC Oran bat Al-Choula 18 à 17.
- 5e journée, 23 avril 1994 : MC Oran bat Club Amman 25 à 11.
- 6e journée, 24 avril 1994 : MC Oran bat Nadi Al-Khalidj 20 à 15.

Le classement final est :
1. Al-Ahly Le Caire, 6 victoires.
2. MC Oran, 5 victoires et 1 défaite
3. Al-Choula Club
4. à 7 :  Nadi Al-Khalidj,  Al-Arabi,  Club Amman,  Al-Arabi

### Édition 1996
La dix-huitième édition du championnat arabe des clubs champions s'est déroulée à Amman en Jordanie du 13 au 20 avril 1996.
Du fait du forfait de plusieurs clubs (Al-Sharika (EAU), Kawkab de Marrakech (Maroc), Ahly Tripoli (Libye), Al-Sobhane (Soudan) et Sporting (Égypte)), la compétition s'est jouée sous forme d'un mini-championnat en aller simple.
Parmi les résultats, on trouve :
- Samedi 13 avril 1996 :
  -  Ahly Amman -  Al Ahli SC 29 à 30 (match d'ouverture).
  -  MC Alger -  Al-Salmiya SC 21 à 21.
- Dimanche 14 avril 1996 :
  -  El-Arabi -  MC Alger 16 à 20.
  -  An-Noor Club -  Al Ahli SC 28 à 21.
  -  Al Ahli SC -  El-Arabi 34 à 29.
- Mardi 16 avril 1996 :
  -  MC Alger -  Al Ahli SC 20 à 20.
- Mercredi 17 avril 1996 :
  -  Ahly Amman -  MC Alger 17 à 19.
- Samedi 20 avril 1996 (dernière journée) :
  -  An-Noor Club -  MC Alger 19 à 17

Le classement final est :
1. An-Noor Club
2. Al Ahli SC
3. Al-Salmiya SC
4. MC Alger
5. Ahly Amman
6. El-Arabi.

Sources :
- El Khabar n°1646 du Jeudi 11 avril 1996 page 17, n°1649 du Lundi 15 avril 1996 page 17, n°1653 du Samedi 20 avril 1996 page 24 et n°1655 du lundi 22 avril 1996 page 17.
- Ouest Tribune du Mardi 16 avril 1996 page 23.
- El Djoumhouria n°10391 du Mardi 16 avril 1996 page 22.

### Édition 1997
La 19e édition du championnat arabe des clubs champions s'est déroulée du 26 septembre au 9 octobre 1997 à Dubaï aux Émirats arabes unis.
En juillet, 13 clubs sont inscrits à la compétition :
- Zamalek SC
- Es Salimiya Club
- Ahly Sharika
- Al Sadd
- MM Batna
- Club africain
- SC Alexandrie
- Al Ahly Doha
- Al Solta
- El Arabi
- Al Khaleedj Saihat
- El Djeich
- Sadaka SC
- Nadi Ennour

Tous les clubs n'ont vraisemblablement pas pris part à la compétition et à l'opposé, le club libyen du Al Hilal Benghazi, finalement sixième du groupe A, fait partie des clubs participants.
| Parmi les résultats, ceux du MM Batna dans le groupe A sont : - MM Batna est battu par Es Salimiya 25-26 - MM Batna est battu par Al Sadd 26-28 - MM Batna est battu par Ahly Charika 24-29 - MM Batna est battu par Zamalek SC 22-26 - samedi 4 octobre 1997, MM Batna bat Al Hilal Benghazi 35 à 18. | Le classement final du groupe A est : 1. Zamalek SC 2. Es Salimiya Club 3. Ahly Sharika ou Al Sadd 4. Ahly Sharika ou Al Sadd 5. MM Batna 6. Al Hilal Benghazi |

Dans le groupe B, le SC Alexandrie termine premier devant Al Ahly Doha. Les autres équipes qui ont effectivement participé et leur classement n'est pas connu.
Le score des demis-finales, jouées le mardi 7 octobre 1997 à Dubaï, n'est pas connu :
- Zamalek SC bat  Al Ahly Doha
- SC Alexandrie bat  Es Salimiya

Le score des finales, jouées le jeudi 9 octobre 1997 à Dubaï, n'est pas connu :
- finale :  SC Alexandrie bat  Zamalek SC
- match pour la 3e place :  Al Ahly Doha bat  Es Salimiya

Sources :
- El Khabar n°2010 du lundi 7 juillet 1997 page 16.
- La Tribune du mardi 7 octobre 1997 page 17.